# 시가촌 (나가노현 스와군)
시가촌(四賀村)은 나가노현 스와군에 설치되었던 촌이다. 현재의 스와시에 해당한다.